# 1872
1872（千八百七十二、一八七二、せんはっぴゃくななじゅうに）は、自然数また整数において、1871の次で1873の前の数である。

## 性質
- 1872は合成数であり、約数は 1, 2, 3, 4, 6, 8, 9, 12, 13, 16, 18, 24, 26, 36, 39, 48, 52, 72, 78, 104, 117, 144, 156, 208, 234, 312, 468, 624, 936, 1872 である。
  - 約数の和は5642。
  - 459番目の過剰数である。1つ前は1870、次は1876。
- 382番目のハーシャッド数である。1つ前は1860、次は1886。
  - 18を基とする49番目のハーシャッド数である。1つ前は1854、次は1890。
- 1872 = 42 + 162 + 402 = 82 + 282 + 322
  - 3つの平方数の和2通りで表せる246番目の数である。1つ前は1864、次は1885。(オンライン整数列大辞典の数列 A025322)
  - 異なる3つの平方数の和2通りで表せる268番目の数である。1つ前は1867、次は1873。(オンライン整数列大辞典の数列 A025340)
- 1872 = 442 − 64
  - n = 44 のときの n2 − 64 の値とみたとき1つ前は1785、次は1961。(オンライン整数列大辞典の数列 A098849)
- 1872 = 24 × 32 × 13
  - 3つの異なる素因数の積で p4 × q2 × r の形で表せる5番目の数である。1つ前は1620、次は2268。
- 約数の和が1872になる数は12個ある。(630, 750, 846, 1030, 1035, 1071, 1375, 1401, 1555, 1631, 1751, 1871) 約数の和12個で表せる2番目の数である。1つ前は1512、次は2352。
- 各位の和が18になる107番目の数である。1つ前は1863、次は1881。

## その他 1872 に関連すること
- 西暦1872年